# The Lass Who Couldn't Forget
Pour plus de détails, voir Fiche technique et Distribution.
The Lass Who Couldn't Forget est un film muet américain réalisé par Sidney Olcott, sorti en 1911 avec Gene Gauntier et Jack J. Clark dans les rôles principaux.

## Fiche technique
- Titre original : The Lass Who Couldn't Forget
- Réalisateur : Sidney Olcott
- Photographie : George Hollister
- Société de production : Kalem Company
- Pays d'origine :  États-Unis
- Lieu de tournage : Jacksonville (Floride)
- Longueur : 995 pieds
- Dates de sortie :
  - États-Unis : 29 mars 1911 (New York)
  - Angleterre : 11 juin 1911 (Londres)

## Distribution
- Gene Gauntier = Meg
- Jack J. Clark = Alix

## Autour du film
- Le film est tourné à Jacksonville en Floride.